# IV. Alfonz portugál király

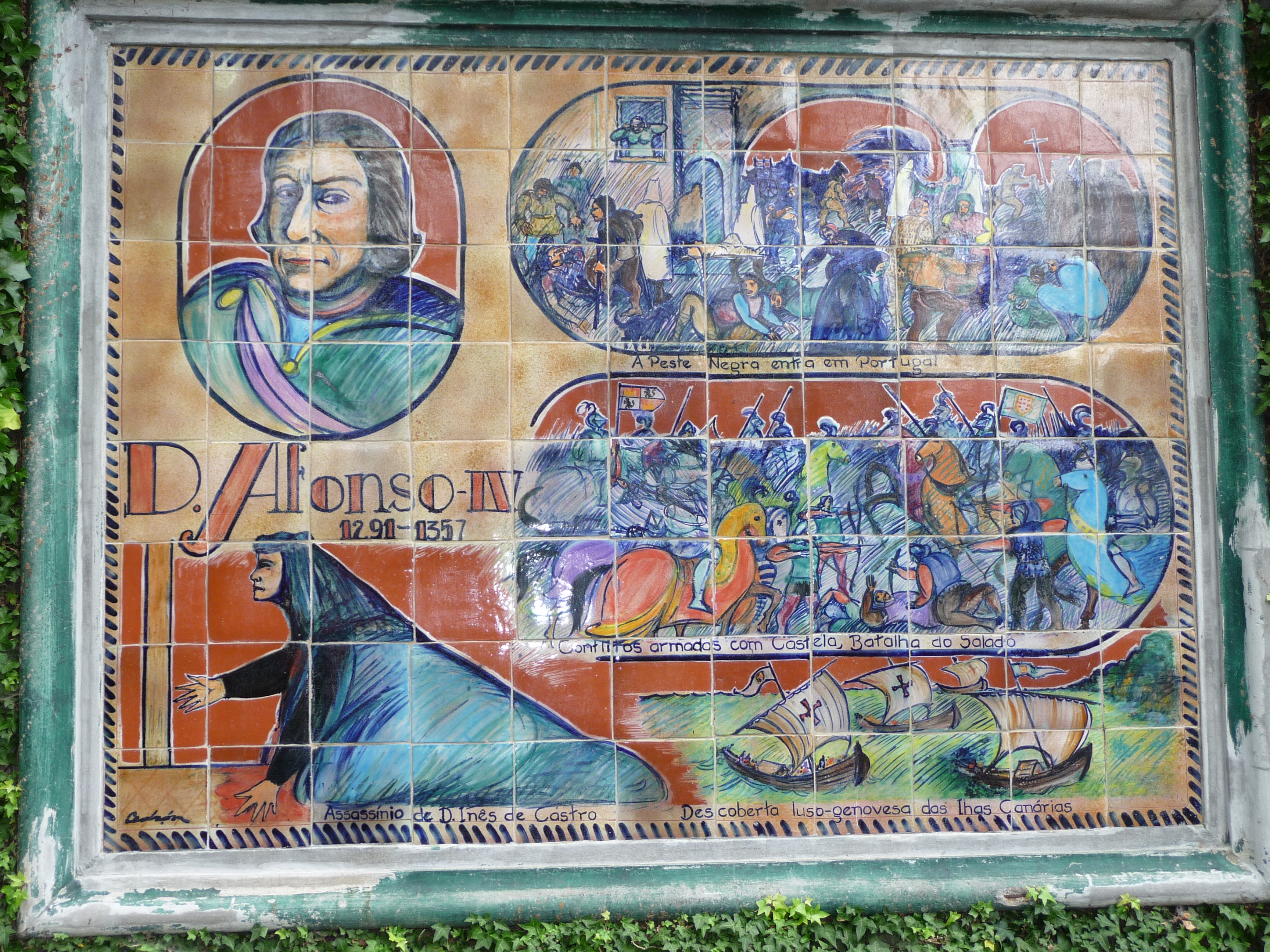
Bátor Alfonz uralkodásának főbb eseményei:
1. Inês de Castro meggyilkoltatása;
2. a fekete halál végigpusztítja Portugáliát;
3. fegyveres konfliktus Kasztíliával, a saladói csata;
4. egy portugál-genovai hajóraj fölfedezi a Kanári-szigeteket

IV. Alfonz (Lisszabon, 1291. február 8. – Lisszabon, 1357. május 28.), ragadványnevén a Bátor (portugálul Dom Afonso IV o Bravo) Portugália hetedik királya volt (1325-1357). Dénes portugál király és felesége Aragóniai Szent Izabella/Erzsébet portugál királyné második gyermeke volt. IV. Alfonz néven 1325. január 7-én követte apját a trónon. Uralkodása alatt földrengés (1347) és pestis (1348) is sújtotta az országot.

## Élete, uralkodása
Annak ellenére, hogy egyetlen törvényes fiúgyermekként Alfonz volt a portugál trón jogos örököse, apja jobban kedvelte Aldonça Rodrigues Talha asszonytól született és később törvényesíttetett elsőszülött fiát,  Alfonz Sanchót. A látványos kivételezés már a kezdetektől erős feszültséget eredményezett a két féltestvér között, és ez később fegyveres összetűzésekbe is torkollott. A nyílt viszály egészen 1322 májusáig tartott, amikor Izabella királynő kibékítette őket. 1325-ben I. Dénes meghalt, és a törvényes örököst királlyá választották. IV. Alfonz rögtön megfosztotta valamennyi nemesi címétől, birtokától és járandóságától Alfonz Sanchót, aki a szomszédos Kasztíliába menekült. Nem nyugodott bele a helyzetbe, és Kasztíliában szervezett csapataival többször is sikertelenül megtámadta Alfonzot.
Alfonz 1309-ben feleségül vette Kasztíliai Blanka hercegnőt, IV. Sancho kasztíliai király és Molinai Mária királynő lányát. Első gyermeküket, Portugáliai Mária infánsnőt 1328-ban XI. Alfonz kasztíliai királyhoz adták feleségül, házasságuk azonban hamarosan megromlott. XI. Alfonz 1329-től nyílt viszonyt folytatott Eleonóra Núñez de Guzmán asszonnyal (1310–1351), Medina Sidonia úrnőjével, aki tíz gyermeket szült neki. A megalázott Mária királyné visszatért apjához Évorába, a királyi udvarba. IV. Alfonz lánya becsületén esett sérelemért válaszul megtámadta Kasztília határmenti területeit. A hadjáratot támogatta a pápa is, mert ellenezte XI. Alfonz házasságtörését. A háborúnak csak négy évvel később, 1339-ben lett vége a sevillai béke aláírásával. A békülést főleg XI. Alfonz kezdeményezte, mert szövetségesekre volt szüksége a Kasztília ellen kibontakozó mór invázió ellen. 1340. október 30-án a közös kasztíliai-portugál hadsereg Tarifa közelében, a Salado folyó mellett legyőzte a marinida mórokat.
Aragóniai kapcsolatainak erősítésére a portugál király 1346-ban IV. Alfonz aragóniai király udvarába, Barcelonába küldte Martim Esteves de Avelar gróf követet Eleonóra portugál infánsnő és Péter herceg házassági szerződésének aláírására.
1347-ben heves földrengés rázta meg Portugáliát, és óriási károkat okozott Coimbrában.
1348-ban az Európában rohamosan terjedő pestisjárvány betört Portugáliába is, és elpusztította a lakosság jelentős részét.
IV. Alfonz nagy súlyt fektetett a kereskedelmi tengerészet bővítésére. Anyagilag is támogatta az első atlanti-óceáni felfedező utakat, amivel hozzájárult Portugália gazdasági fellendüléséhez.
A lisszaboni Sé püspöki székesegyházban temették el.

## Inês de Castro
IV. Alfonz uralkodásának utolsó éveit belső konfliktusok jellemezték. Ennek egyik oka az a sok külföldi menekült volt, akiket I. Péter kasztíliai király és féltestvére, trastámarai Henrik trónkövetelő háborúja üldözött el a szomszédos Kasztíliából. A menekültek között sok nemes volt, és ők hamarosan önálló csoportba tömörültek a portugál királyi udvarban. Befolyásuk különösen akkor kezdett növekedni, amikor a portugál trónörökös Péter herceg szenvedélyesen beleszeretett felesége udvarhölgyébe, Pedro Fernandes de Castro nagyhatalmú galiciai nemes lányába, Inês de Castróba.
IV. Alfonz számos módon próbálta Inêst elidegeníteni a fiától, de nem vezetett eredményre se a meggyőzés, se az, hogy az udvarhölgyet 1344-ben száműzte az udvarból. 1345-ben néhány nappal harmadik gyerekük, a majdani trónörökös Ferdinánd születése után meghalt Konstancia hercegnő, Péter herceg törvényes felesége. Péter az eljövendő években visszautasított minden rangban hozzáillő lehetséges házastársat, akit apja javasolt. Kapcsolata Inêszel tovább mélyült: négy gyermekük született.
IV. Alfonz 1355-ben meggyilkoltatja Inês de Castrót, mert attól félt, hogy a Castro család befolyása túl erős lesz, és Ferdinánd herceget kisemmizik örökségéből. Péter a megölt szerető testvéreivel fellázadt apja ellen, de nem sokkal annak halála előtt formálisan kibékült vele.
Inês és Péter trónörökös kapcsolata „A halott királynő” (La Reine morte) című, 2009-ben készült francia tévéfilm történetének alapja.

## Utódai

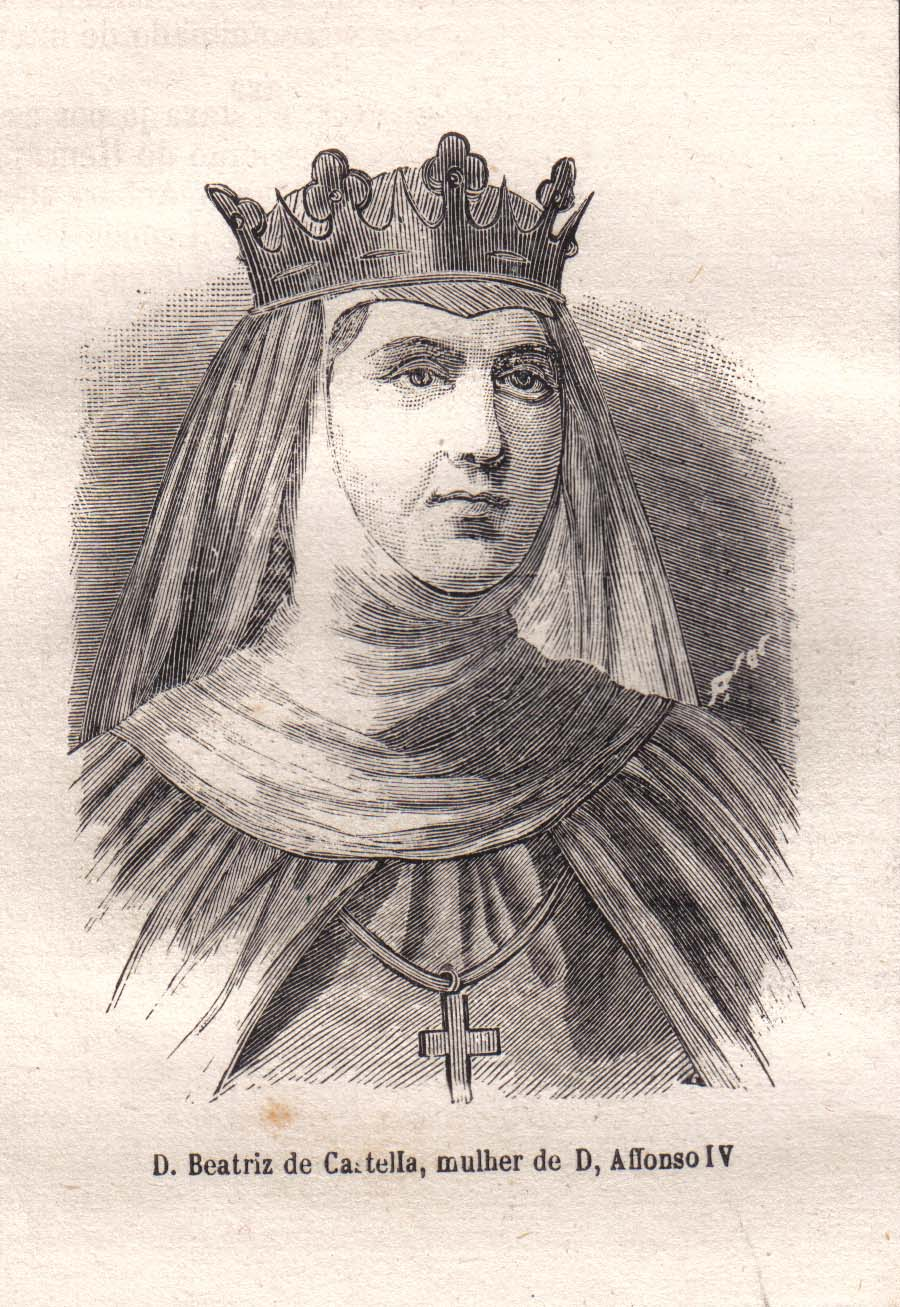
Kasztíliai Beatrix (1293–1359) Portugália királynője, IV. Alfonz felesége.

Feleségétől, Kasztíliai Beatrix (1293-1359) királynőtől, IV. Sancho kasztíliai király és Molinai Mária királynő lányától hét gyermeke született:
1. Mária (Coimbra, 1313 – Évora, 1357), 1328-ban feleségül adták XI. Alfonz kasztíliai királyhoz, (1311 – 1350). A bájos Mária (portugálul Fermosíssima Maria) ahogy Luís de Camões hőskölteményében, A Lusiadák-ban megemlíti.
2. Alfonz (Coimbra, Penela, 1315), halva született.
3. Dénes (1317. január 12. –1318),  fiatalon meghalt.
4. Péter (Coimbra, 1320. április 8.– Estremoz, 1367), IV. Alfonzot követte a portugál trónon.
5. Izabella (1324. december 21. – 1326. július 11.), fiatalon meghalt.
6. János (1326. szeptember 23. – 1327. július 21.), fiatalon meghalt.
7. Eleonóra (Coimbra, 1328. – Exerica  vagy Teruel, Aragónia, 1348. október), 1347-ben feleségül adták IV. Péter aragóniai királyhoz (1319–1387).

Született még egy törvénytelen lánya ismeretlen asszonytól:
1. Alfonz Mária (1316 - Lisszabon, 1384), 1330-ban feleségül adják Kasztíliai Ferdinándhoz, aki Valencia de Campos ura és a Santiago-rend mestere volt.

## Külső kapcsolatok
- Chronica de ElRei Dom Afonso o Quarto, Rui de Pina (1440–1522) IV. Alfonz király krónikája hasonmás kiadás, Lisszabon 1936, a Portugál Nemzeti Digitális Könyvtár honlapján (portugál nyelven)
- Portugal, kings. Afonso IV 1325–1357, Foundation for Medieval Genealogy (angol nyelven)